# Christopher Tomlinson

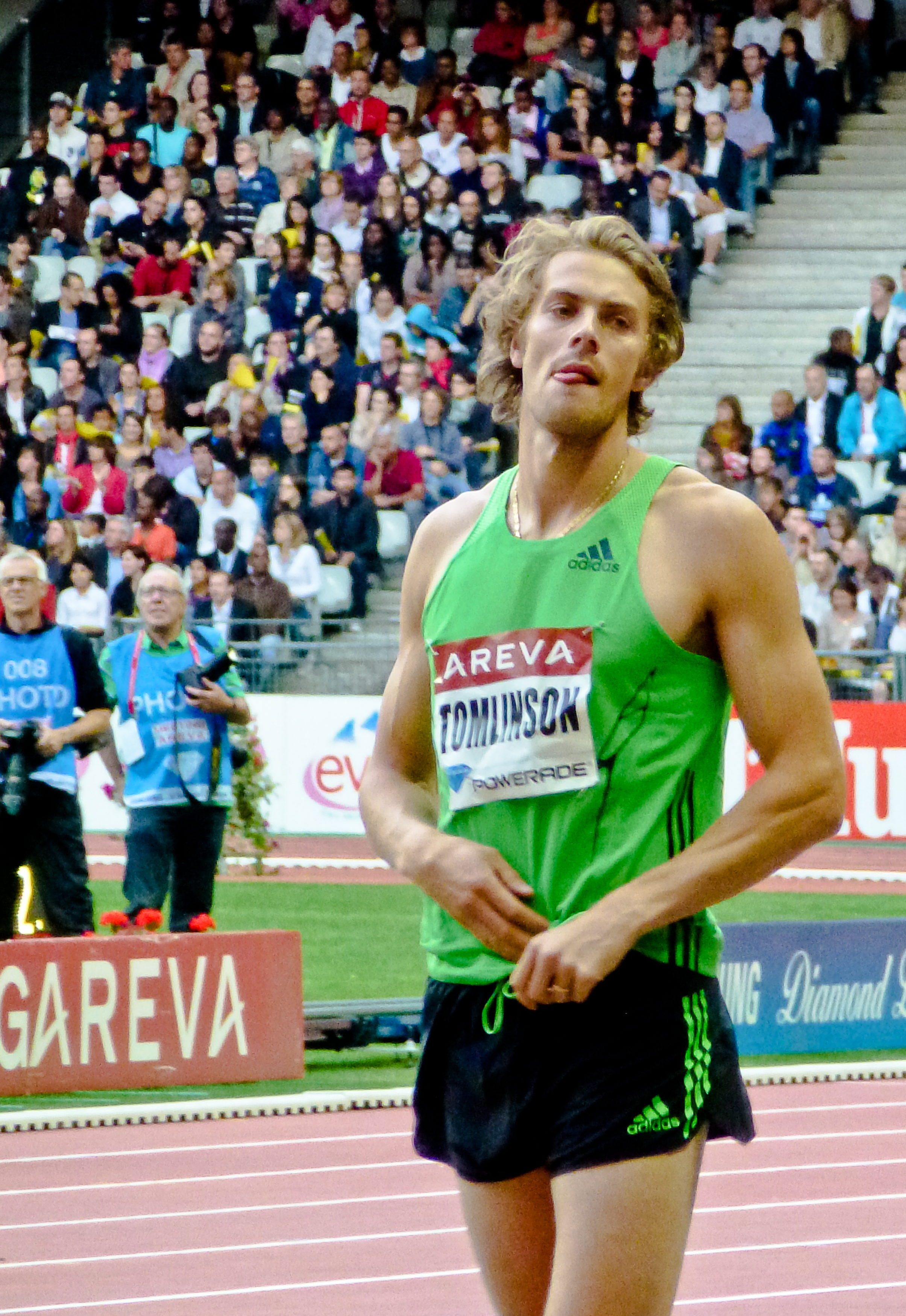
Christopher Tomlinson

Christopher Tomlinson, född den 15 september 1981 i Middlesbrough, är en brittisk friidrottare som tävlar i längdhopp.
Tomlinsons första mästerskapsfinal som senior var vid Samväldesspelen 2002 då han slutade sexa med ett hopp på 7,79. Samma år blev han även sexa vid EM i München då med ett hopp på 7,78.
Vid VM 2003 i Paris slutade han nia efter att ha klarat 7,93. Året efter slutade han sexa vid finalen vid inomhus VM i Budapest. 
En stor framgång var Olympiska sommarspelen 2004 då hans 8,25 räckte till en femte plats, bara sju centimeter från bronsplatsen.
Efter att ha misslyckats med att kvalificera sig för finalomgången vid VM 2005 var han åter i final vid EM 2006 då han slutade på en nionde plats. Vid VM 2007 blev det åter stopp efter kvaltävlingen. 
En stor framgång blev inomhus-VM 2008 då han blev silvermedaljör efter Godfrey Khotso Mokoena med ett hopp på 8,06.
Han deltog även vid Olympiska sommarspelen 2008 men utan att ta sig vidare till finalen.

## Personligt rekord
- Längdhopp - keff